# Cithaeron reimoseri
Cithaeron reimoseri is een spinnensoort uit de familie Cithaeronidae. De soort komt voor in Ethiopië.